# Zenkeria sebastinei
Zenkeria sebastinei är en gräsart som beskrevs av Ambrose Nathaniel Henry och M. Chandrabose. Zenkeria sebastinei ingår i släktet Zenkeria och familjen gräs. Inga underarter finns listade i Catalogue of Life.